# 馬科雷
馬科雷（英語：Colman Patrick Louis Macaulay，1849年9月16日—1890年5月3日）是英屬印度的行政官員，負責談判英國與西藏開放貿易。獲頒印度帝國三等勳章。
1884年10月，馬科雷說服印度事務大臣倫道夫·丘吉爾勳爵必須向西藏派遣使團，其中包括藏學家薩拉特·錢德拉·達斯。會議同意他首先前往錫金與卻嘉討論國家行政及其與英國政府的關係。然後他前往Lachen山谷調查開闢到衛藏的貿易路線是否可行，最後嘗試與錫金以北的藏人建立友好關係。中國清政府根據1876年“煙台條約”中的條款事先給予了從印度進入西藏的許可。儘管有一些總理衙門的官員反對，但在李鴻章的支持下，馬科雷獲得了必要的簽證。馬科雷認為印度茶葉和英國紡織品在西藏有現成市場，而西藏可以出口金粉，麝香和羊毛，並向錫金卻嘉保證，英國將付款建築必要的道路和橋樑，而錫金只需要提供勞力。然而1885年在“國際關注”下，英國政府取消了整個任務。馬科雷回到大吉嶺後，寫信給印度事務部負責人克萊門斯·馬克漢姆，他說：“一切都變得如此順利，以至於我們難以相信我們會在看到應許之地時遭遇海難。”

## 著作
- . Calcutta: Bengal Secretariat Press. 1885.